# Ephies cardinalis
Ephies cardinalis är en skalbaggsart som beskrevs av Leon Fairmaire 1887. Ephies cardinalis ingår i släktet Ephies och familjen långhorningar. Inga underarter finns listade i Catalogue of Life.